# Evergestis vinctalis
Evergestis vinctalis is een vlinder uit de familie van de grasmotten (Crambidae). De wetenschappelijke naam van de soort is voor het eerst gepubliceerd in 1914 door William Barnes en James Halliday McDunnough.

## Ondersoorten
- Evergestis vinctalis vinctalis Barnes & McDunnough, 1914
- Evergestis vinctalis muricoloralis Munroe, 1974 (Canada)

## Verspreiding
De soort komt voor in Canada en de Verenigde Staten.